# Andrée Martinerie
Andrée Martinerie (Belley, 17 aprile 1917 – Louveciennes, 1º dicembre 1997) è stata una scrittrice francese.

## Biografia
Dopo aver studiato lettere classiche a Digione e alla Sorbona, ha lavorato come traduttrice dall'inglese di autori come sir Fitzroy Maclean, L. P. Hartley, Sally Carrighar, Herman Wouk, Irwin Shaw, Mika Waltari.
Il suo primo romanzo, uscito nel 1960, Quegli altri giorni (Les Autres Jours, Gallimard), ha vinto il Prix des libraires l'anno seguente, e fu tradotto in varie lingue, tra cui una versione in italiano di Matilde Castani Bertoni uscita nel 1963 per i tipi di Carlo Frassinelli Tipografo Editore, Torino.
Era sposata con André Bertrand, agrégé de droit, e madre di Christine Chambaz-Bertrand, specialista di George Sand; e di Geneviève Jurgensen.

## Opere
- Quegli altri giorni (Les Autres Jours, 1960, Gallimard), Prix des libraires (1961)
- Le Rêve familier, éditions Grasset, 1964
- L'Été d'une vie, éditions Grasset, 1968
- Quand finira la nuit ?, éditions Grasset, 1970
- Une fille de vingt ans, éditions Grasset, 1976
- L'Espace d'un cri, éditions Grasset, 1980
- Une passion de grand-mère, éditions Robert Laffont, 1982
- Dis-moi, grand-mère (en collaboration avec Geneviève Jurgensen), éditions Robert Laffont, 1985